# میو، میوی من
میو، میوی من (به سوئدی: Mio, min Mio) (یا سرزمین دور) داستانی فانتزی برای کودکان و اثر نویسندهٔ پی‌پی جوراب بلند، آسترید لیندگرن است.

## خلاصه داستان
بوویلهم اوسن پسری است که نزد ناپدری و نامادری‌اش زندگی می‌کند. به دلیل نامهربانی موجود از خانه فرار کرده و در راه بطری را پیدا می‌کند. پس از بازکردن در آن با روحی آشنا می‌شود که او را به سرزمین‌های دور دست می‌برد. سرزمین‌هایی که زیر نظر کاتو هستند...

## فیلم
این داستان دست‌مایه ساخت فیلمی در سال ۱۹۸۷ با نام میو در سرزمین دور شد. نیکولاس پاکارد نقش میو را بر عهده داشت و نقش یوم یوم (بنکا) را کریستین بیل بازی می‌کرد.